# Academia Russa
A Academia Russa ou Academia Imperial da Rússia (em russo:  Академия Российская, Императорская Российская академия) foi criada em 1783 na cidade de São Petersburgo, na Rússia, pela Imperatriz Catarina II e pela princesa Dashkova como um centro de pesquisa para a língua e literatura russa, seguindo o exemplo da Academia Francesa. Em 1841 foi incorporada pela Academia Imperial de Ciências de São Petersburgo (a antecessora da atual Academia de Ciências da Rússia).

## Presidentes
- 1783-1796 — Yekaterina Dashkova (serviu simultaneamente como diretora da Academia Imperial de Artes e Ciências)
- 1796-1801 — Pavel Bakunin (Бакунин, Павел Петрович) (serviu simultaneamente como diretor, e posteriormente como presidente da Academia Imperial de Artes e Ciências)
- 1801-1813 — Andrey Andreyevich Nartov (Нартов, Андрей Андреевич)
- 1813-1841 — Alexander Shishkov (Шишков, Александр Семёнович)